# Memores Domini
Les Memores Domini constituent une association laïque catholique dont les membres vivent les conseils d'obéissance, de pauvreté et de chasteté, sous l'égide du mouvement ecclésial Communion et Libération, en ayant comme domaine d'apostolat le monde du travail. L'association est appelée aussi « Groupe adulte » par les membres et les sympathisants de Communion et Libération.
Bien que ses membres soient issus du mouvement fondé par Luigi Giussani, ce n'est pas ce dernier qui a fondé les Memores Domini, mais il a secondé l'aspiration de quelques-uns de ses anciens élèves à vivre selon les conseils d'obéissance, de pauvreté et de chasteté, dans le respect du commandement bénédictin ora et labora.
Après la mort de Luigi Giussani, le Saint-Siège a désigné pour l'assistance spirituelle des Memores Domini Julián Carrón, un prêtre espagnol qui est également président de la Fraternité Communion et Libération (it).
Le décret de reconnaissance du Conseil pontifical pour les laïcs est daté du 8 juin 1988.
Quatre sœurs memores Domini qui étaient en charge de l'intendance personnelle de Benoît XVI l'ont accompagné lors de son installation dans le monastère Mater Ecclesiae, au Vatican, en 2013, à la suite de sa renonciation,.